# Edward Jones (statystyk)
Edward Davis Jones (ur. 7 października 1856 w Worcester w Massachusetts, zm. 16 lutego 1920 w Nowym Jorku) – amerykański statystyk i dziennikarz, współzałożyciel firmy Dow Jones & Company oraz czasopisma „The Wall Street Journal”. Wraz z Charlesem Dowem był współtwórcą indeksu giełdowego Dow Jones Industrial Average.

## Życiorys
Jones ukończył Worcester Academy, następnie w 1878 rozpoczął studia na Brown University, których ostatecznie nie ukończył. Pracował w czasopismach „Providence Evening Press” oraz „Providence Journal”, którego później stał się współwłaścicielem. W 1881 sprzedał udziały w „Providence Journal” i przeniósł się do Nowego Jorku, gdzie wraz z Charlesem Dowem oraz Charlesem Bergstresserem w 1882 założyli firmę Dow Jones & Company. Firma początkowo zajmowała się publikacją 2 stronicowej broszury z wiadomościami finansowymi dla inwestorów giełdowych.
W 1889 po sukcesie związanym z broszurą informacyjną firma Dow Jones & Company rozpoczęła wydawanie gazety „The Wall Street Journal”, której pierwszy numer ukazał się w poniedziałek 8 lipca 1889. 7 lat później w 1896 został opublikowany indeks Dow Jones Industrial Average, którego twórcą był między innymi Jones. 9 stycznia 1899 Jones opuścił firmę.
Następnie pracował na Wall Street jako makler giełdowy. Zmarł w swoim domu w Nowym Jorku 16 lutego 1920 w wyniku wylewu krwi do mózgu.